# Stockel/Stokkel
Stockel/Stokkel – stacja końcowa metra w Brukseli, na linii 1. Zlokalizowana jest za stacją Kraainem/Crainhem. Została otwarta 31 sierpnia 1988.